# 庾乘
庾乘（？—？），字世游，颍川郡鄢陵县（今河南省许昌市鄢陵县）人，东汉三國魏官員。

## 生平
年轻时在县署当差看门。名士郭林宗见到他就栽培他，劝他到学官求学，于是成为学生的佣人。后来能讲论经义，自以为门第卑微，每次都坐下座，诸生博士都前往辩论，于是学官中以下座为贵，其中有陳留郡人蘇林。朝廷屡次征辟庾乘，庾乘不应，当时人称为“征君”。入曹魏後任襄城縣令。

## 後代

### 子
- 庾嶷，字劭然，魏太僕。曾於魏明帝朝以議郎參與定制刑法[3]。
- 庾遁，《晉書》誤作「庾道」，字德先，魏太中大夫。[4][5]

### 孫
- 庾䨹，字玄默，庾嶷子，入晉任尚書、封陽翟子，遂無後。《全晉文》存有賦三篇。
- 庾峻，庾遁子
- 庾純，庾峻弟
- 無名[6]，庾遁子，為庾亮兄弟的祖父，庾袞、庾琛的父親